# Linexert
Linexert település Franciaországban, Haute-Saône megyében. Lakosainak száma 116 fő (2022. január 1.). Linexert Rignovelle, Franchevelle, Lantenot és Saint-Germain községekkel határos.

## Népesség
A település népességének változása:
| Lakosok száma | 137  | 134  | 132  | 128  | 125  | 122  | 118  | 117  | 116  |
|               | 2013 | 2015 | 2016 | 2017 | 2018 | 2019 | 2020 | 2021 | 2022 |